# Bhabua
Bhabua là một thành phố và khu đô thị của quận Kaimur (Bhabua) thuộc bang Bihar, Ấn Độ.

## Địa lý
Bhabua có vị trí 25°03′B 83°37′Đ / 25,05°B 83,62°Đ Nó có độ cao trung bình là 76 mét (249 foot).

## Nhân khẩu
Theo điều tra dân số năm 2001 của Ấn Độ, Bhabua có dân số 41.507 người. Phái nam chiếm 54% tổng số dân và phái nữ chiếm 46%. Bhabua có tỷ lệ 66% biết đọc biết viết, cao hơn tỷ lệ trung bình toàn quốc là 59,5%: tỷ lệ cho phái nam là 73%, và tỷ lệ cho phái nữ là 56%. Tại Bhabua, 16% dân số nhỏ hơn 6 tuổi.